# Campeonato Mundial de Rallycross de la FIA
El Campeonato Mundial de Rallycross, abreviado WRX, es un campeonato de rallycross que se disputa desde el año 2014. Nació a partir del Campeonato de Europa de Rallycross con la incorporación de fechas en Canadá y Argentina, aunque el Campeonato Europeo continúa existiendo compartiendo fechas y con un calendario reducido.
El WRX fue creado por la Federación Internacional del Automóvil en conjunto con la empresa promotora IMG Motorsport. En 2021, el campeonato pasó a tener como promotora a Rallycross Promoter GmbH, una subsidiaria de WRC Promoter GmbH (copropiedad de Red Bull GmbH y KW25). A partir de 2025, la FIA pasó a ser la promotora.

## Reglamento

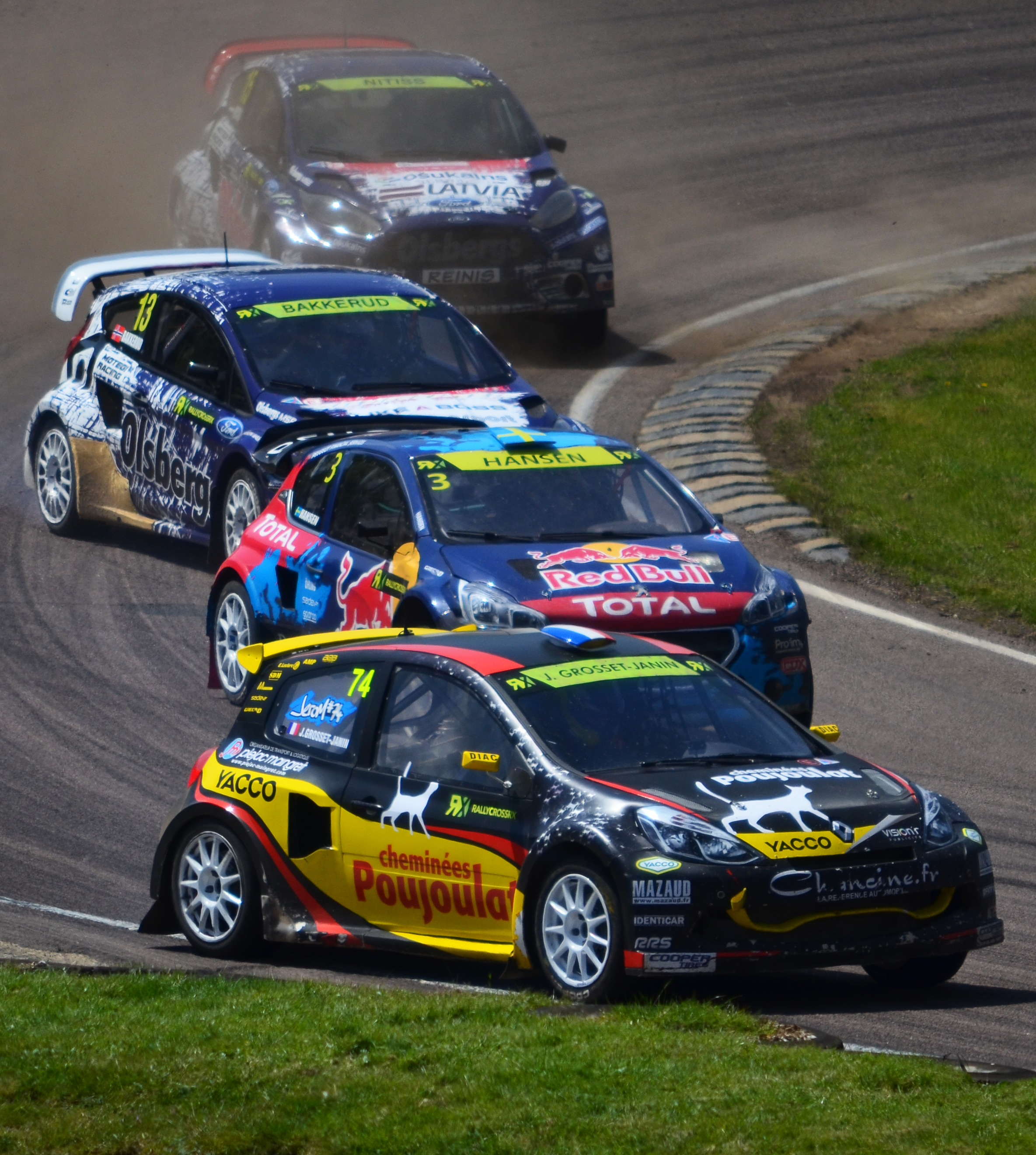
Varios vehículos durante una ronda en el Circuito de Lydden Hill en Gran Bretaña en 2014.

Hasta la temporada 2021 los coches eran los mismos Supercar que siguen corriendo en el Campeonato de Europa, pero desde 2022 se utilizan los RX1e, 100% eléctricos. Cada temporada se divide en varias rondas, disputadas en países del todo el mundo, mayoritariamente Europa y América. En cada ronda se disputan cuatro tandas de clasificaciones, conocidas como Heat Points donde los doce mejores pilotos pasan a las dos semifinales, donde los seis mejores disputan la final. Se otorgan tanto en la final como en las semifinales. Cada ronda se disputa en un circuito con partes asfaltadas y partes de tierra. Todos ellos cuentan con una joker lap, un pequeño desvío que cada piloto debe tomar al menos una vez en cada ronda.

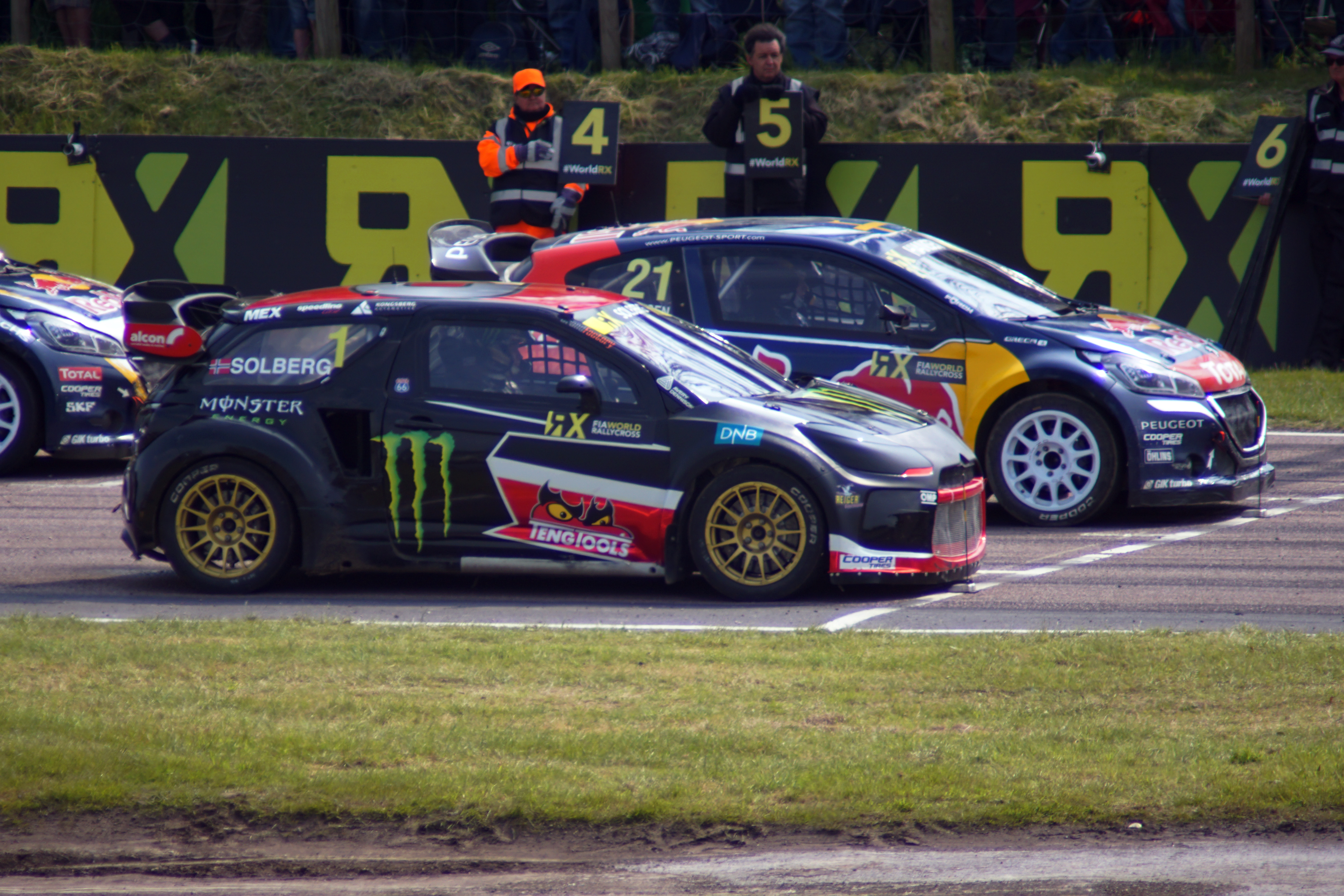
El WRX en el Lydden Hill, en Inglaterra, disputando la cuarta fecha de la edición 2016.

## Sistema de puntuación
Los puntos del campeonato se reparten de la siguiente manera:
| Series      | 16 | 15 | 14 | 13 | 12 | 11 | 10 | 9 | 8 | 7 | 6 | 5 | 4 | 3 | 2 | 1 |
| Semifinales | 6  | 5  | 4  | 3  | 2  | 1  |    |   |   |   |   |   |   |   |   |   |
| Final       | 8  | 5  | 4  | 3  | 2  | 1  |    |   |   |   |   |   |   |   |   |   |

- Un fondo rojo denota a los pilotos que no pasaron de ronda.

## Eventos
Desde su creación en 2014 el Campeonato Mundial de Rallycross disputó dieciocho eventos en cuatro continentes.
| World RX                       | Circuito                            | Años                                                         | Ediciones |
| ------------------------------ | ----------------------------------- | ------------------------------------------------------------ | --------- |
| World RX de Suecia             | Höljes Motorstadion                 | 2014 - 2015 - 2016 - 2017 - 2018 - 2019 - 2020 - 2021 - 2022 | 9         |
| World RX de Bélgica            | Circuito Jules Tacheny Mettet       | 2014 - 2015 - 2016 - 2017 - 2018                             | 8         |
| World RX de Bélgica            | Circuito de Spa-Francorchamps       | 2019 - 2021 - 2022                                           | 8         |
| World RX de Barcelona          | Circuit de Barcelona-Catalunya      | 2015 - 2016 - 2017 - 2018 - 2019 - 2020 - 2021 - 2022        | 8         |
| World RX de Francia            | Circuito de Lohéac                  | 2014 - 2015 - 2016 - 2017 - 2018 - 2019 - 2021               | 7         |
| World RX de Noruega            | Lånkebanen                          | 2014 - 2015 - 2016 - 2017 - 2018 - 2019 - 2022               | 7         |
| World RX de Alemania           | Estering                            | 2014 - 2015 - 2016 - 2017 - 2018                             | 7         |
| World RX de Alemania           | Nürburgring                         | 2021 - 2022                                                  | 7         |
| World RX de Portugal           | Pista Automovél de Montalegre       | 2014 - 2015 - 2016 - 2017 - 2018 - 2021 - 2022               | 7         |
| World RX de Letonia            | Biķernieku Kompleksā Sporta Bāze    | 2016 - 2017 - 2018 - 2019 - 2020 - 2021 - 2022               | 7         |
| World RX de Gran Bretaña       | Circuito de Lydden Hill             | 2014 - 2015 - 2016 - 2017                                    | 6         |
| World RX de Gran Bretaña       | Circuito de Silverstone             | 2018 - 2019                                                  | 6         |
| World RX de Canadá             | Circuito de Trois-Rivières          | 2014 - 2015 - 2016 - 2017 - 2018 - 2019                      | 6         |
| World RX de Argentina          | Autódromo Rosendo Hernández         | 2014                                                         | 3         |
| World RX de Argentina          | Autódromo de Rosario                | 2015 - 2016                                                  | 3         |
| World RX de Hockenheim         | Hockenheimring                      | 2015 - 2016 - 2017                                           | 3         |
| World RX de Sudáfrica          | Circuito International de Killarney | 2017 - 2018 - 2019                                           | 3         |
| World RX de Finlandia          | Tykkimäen Moottorirata              | 2014 - 2020                                                  | 2         |
| World RX de Turquía            | Circuito de Estambul                | 2014 - 2015                                                  | 2         |
| World RX de Italia             | Autodromo di Franciacorta           | 2014 - 2015                                                  | 2         |
| World RX de Abu Dabi           | Circuito Yas Marina                 | 2019                                                         | 1         |
| World RX de los Estados Unidos | Circuito de las Américas            | 2018                                                         | 1         |

- Las carreras de la temporada 2022 se destacan en negrita.

## Campeones

### Supercar
| Temp. | Campeonato de Pilotos | Campeonato de Pilotos         | Campeonato de Pilotos |                           | Campeonato de Equipos | Campeonato de Equipos |
| Temp. | Piloto                | Equipo                        | Automóvil             | Equipo                    | Automóvil             |                       |
| ----- | --------------------- | ----------------------------- | --------------------- | ------------------------- | --------------------- | --------------------- |
| 2014  | Petter Solberg        | PSRX                          | Citroën DS3           | Olsbergs MSE              | Ford Fiesta ST        |                       |
| 2015  | Petter Solberg        | SDRX                          | Citroën DS3           | Team Peugeot-Hansen       | Peugeot 208           |                       |
| 2016  | Mattias Ekström       | EKS RX                        | Audi S1               | EKS RX                    | Audi S1               |                       |
| 2017  | Johan Kristoffersson  | PSRX Volkswagen Sweden        | Volkswagen Polo GTI   | PSRX Volkswagen Sweden    | Volkswagen Polo GTI   |                       |
| 2018  | Johan Kristoffersson  | PSRX Volkswagen Sweden        | Volkswagen Polo R     | PSRX Volkswagen Sweden    | Volkswagen Polo R     |                       |
| 2019  | Timmy Hansen          | Team Hansen MJP               | Peugeot 208           | Team Hansen MJP           | Peugeot 208           |                       |
| 2020  | Johan Kristoffersson  | Volkswagen Dealerteam BAUHAUS | Volkswagen Polo R     | KYB Team JC               | Audi S1               |                       |
| 2021  | Johan Kristoffersson  | KYB EKS JC                    | Audi S1               | Hansen World RX Team      | Peugeot 208           |                       |
| 2022  | Johan Kristoffersson  | Kristoffersson Motorsport     | Volkswagen Polo RX1e  | Kristoffersson Motorsport | Volkswagen Polo RX1e  |                       |
| 2023  | Johan Kristoffersson  | Kristoffersson Motorsport     | ZEROID X1             | Kristoffersson Motorsport | ZEROID X1             |                       |
| 2024  | Johan Kristoffersson  | Kristoffersson Motorsport     | ZEROID X1             | Kristoffersson Motorsport | ZEROID X1             |                       |

### Campeonato de Pilotos RX Lites/RX2/RX2e
| Temp.    | Piloto              | Equipo              |
| RX Lites | RX Lites            | RX Lites            |
| -------- | ------------------- | ------------------- |
| 2014     | Kevin Eriksson      | Olsbergs MSE        |
| 2015     | Kevin Hansen        | Hansen Junior Team  |
| 2016     | Cyril Raymond       | Cyril Raymond       |
| RX2      |                     |                     |
| 2017     | Cyril Raymond       | Cyril Raymond       |
| 2018     | Oliver Eriksson     | Olsbergs MSE        |
| 2019     | Oliver Eriksson     | Olsbergs MSE        |
| 2020     | Henrik Krogstad     | Olsbergs MSE        |
| RX2e     |                     |                     |
| 2021     | Guillaume De Ridder | Guillaume De Ridder |
| 2022     | Viktor Vranckx      | Bert Vranckx        |

## Estadísticas

### Títulos
| N.º | Equipo                    | Títulos | Años             |
| --- | ------------------------- | ------- | ---------------- |
| 1   | Hansen Motorsport         | 3       | 2015, 2019, 2021 |
| 1   | Kristoffersson Motorsport | 3       | 2022, 2023, 2024 |
| 2   | PSRX Volkswagen Sweden    | 2       | 2017, 2018       |
| 3   | Olsbergs MSE              | 1       | 2014             |
| 3   | EKS RX                    | 1       | 2016             |
| 3   | KYB Team JC               | 1       | 2020             |

| N.º | Piloto               | Títulos | Años                                     |
| --- | -------------------- | ------- | ---------------------------------------- |
| 1   | Johan Kristoffersson | 7       | 2017, 2018, 2020, 2021, 2022, 2023, 2024 |
| 2   | Petter Solberg       | 2       | 2014, 2015                               |
| 3   | Mattias Ekström      | 1       | 2016                                     |
| 3   | Timmy Hansen         | 1       | 2019                                     |

### Pilotos
Actualizado hasta el World RX de Alemania 2022.
| N.º | Piloto               | Victorias |
| --- | -------------------- | --------- |
| 1   | Johan Kristoffersson | 40        |
| 2   | Timmy Hansen         | 13        |
| 3   | Mattias Ekström      | 12        |
| 4   | Petter Solberg       | 10        |
| 5   | Andreas Bakkerud     | 7         |
| 5   | Niclas Grönholm      | 7         |
| 6   | Kevin Hansen         | 3         |
| 7   | Davy Jeanney         | 2         |
| 7   | Toomas Heikkinen     | 2         |
| 7   | Sébastien Loeb       | 2         |
| 7   | Reinis Nitiss        | 1         |
| 7   | Tanner Foust         | 1         |
| 7   | Robin Larsson        | 1         |
| 7   | Kevin Eriksson       | 1         |
| 7   | Timur Timerzyanov    | 1         |
| 7   | Sebastian Eriksson   | 1         |
| 7   | Timo Scheider        | 1         |

| N.º | Piloto                | Podios |
| --- | --------------------- | ------ |
| 1   | Johan Kristoffersson  | 56     |
| 2   | Timmy Hansen          | 44     |
| 3   | Andreas Bakkerud      | 30     |
| 4   | Petter Solberg        | 29     |
| 5   | Mattias Ekström       | 27     |
| 6   | Kevin Hansen          | 22     |
| 7   | Sébastien Loeb        | 17     |
| 7   | Niclas Grönholm       | 17     |
| 8   | Reinis Nitišs         | 8      |
| 8   | Toomas Heikkinen      | 8      |
| 9   | Timur Timerzyanov     | 6      |
| 9   | Robin Larsson         | 6      |
| 10  | Ole Christian Veiby   | 5      |
| 11  | Anton Marklund        | 4      |
| 12  | Davy Jeanney          | 3      |
| 12  | Gustav Bergström      | 3      |
| 13  | Tanner Foust          | 2      |
| 13  | Ken Block             | 2      |
| 13  | Kevin Eriksson        | 2      |
| 13  | Jānis Baumanis        | 2      |
| 13  | Timo Scheider         | 2      |
| 13  | Krisztián Szabó       | 2      |
| 14  | Andrew Jordan         | 1      |
| 14  | Jean-Baptiste Dubourg | 1      |
| 14  | Jérôme Grosset-Janin  | 1      |
| 14  | Liam Doran            | 1      |
| 14  | Joni Wiman            | 1      |
| 14  | Sebastian Eriksson    | 1      |
| 14  | Juha Rytkönen         | 1      |
| 14  | Kevin Abbring         | 1      |
| 14  | Yury Belevskiy        | 1      |
| 14  | Klara Andersson       | 1      |

### Equipos
Actualizado hasta el World RX de Alemania 2022.
| N.º | Equipo                             | Victorias |
| --- | ---------------------------------- | --------- |
| 1   | Kristoffersson Motorsport          | 33        |
| 2   | Hansen Motorsport                  | 19        |
| 3   | EKS RX                             | 10        |
| 4   | PSRX                               | 8         |
| 5   | GRX-Set World RX Team              | 7         |
| 6   | Olsbergs MSE                       | 6         |
| 7   | Marklund Motorsport                | 3         |
| 7   | Hoonigan Racing Division           | 3         |
| 7   | KYB EKS JC                         | 3         |
| 8   | KYB Team JC                        | 2         |
| 9   | Larsson Jernberg Racing Team       | 1         |
| 9   | Monster Energy RX Cartel           | 1         |
| 9   | Construction Equipment Dealer Team | 1         |

| N.º | Equipo                             | Podios |
| --- | ---------------------------------- | ------ |
| 1   | Hansen Motorsport                  | 81     |
| 2   | Kristoffersson Motorsport          | 58     |
| 3   | EKS RX                             | 31     |
| 4   | PSRX                               | 21     |
| 5   | Olsbergs MSE                       | 19     |
| 5   | GRX-Set World RX Team              | 19     |
| 6   | Hoonigan Racing Division           | 12     |
| 7   | Marklund Motorsport                | 7      |
| 7   | Monster Energy RX Cartel           | 7      |
| 8   | KYB Team JC                        | 6      |
| 9   | GC Kompetition                     | 5      |
| 9   | KYB EKS JC                         | 5      |
| 9   | Construction Equipment Dealer Team | 5      |
| 10  | Jean-Baptiste Dubourg              | 1      |
| 10  | MJP Racing Team Austria            | 1      |
| 10  | Münnich Motorsport                 | 1      |
| 10  | Volland Racing KFT                 | 1      |